# Tanque Iosef Stalin
O tanque IS ("ИС" em cirílico, nomeado em homenagem ao líder soviético Josef Stalin, em cirílico "Ио́сиф Ста́лин"), foi uma família de tanques de guerra pesados desenvolvidos pela União Soviética durante a Segunda Guerra Mundial.
Os tanques da série IS foram desenvolvidos com uma espessa blindagem visando garantir a sobrevivência perante os canhões de 88 milímetros KwK alemães. A segunda série (denominada IS-2), teve blindados equipados com um canhão de 122 milímetros, como resposta a dificuldade em que os tanques médios soviéticos tinham em penetrar a blindagem de tanques alemães como o Panther e o Tiger.

## Design e produção

### KV-85 e IS-85/IS-1

#### KV-85
O KV-1 foi criticado por suas tripulações por causa de sua pouca mobilidade e falta de qualquer armamento mais pesado que o tanque médio T-34. Era muito mais caro do que o T-34, sem ter maior desempenho em combate. Isso levou Moscou para pedir uma porção das linhas de montagem do KV-1 para mudar para a produção dos T-34, o que aumentou os temores de que a produção do KV-1 fosse interrompida e a SKB-2 Design Bureau, liderada por Kotin fosse fechada.
Em 1942, este problema foi parcialmente aliviado pelo tanque KV-1S. O KV-1S usava armadura mais fina que o original, tornando-o mais leve e mais rápido. Ele era competitivo com o T-34, mas à custa de não ter mais a armadura mais pesada. A produção do KV-1S foi gradualmente sendo substituída pelo SU-152, e terminou completamente em abril de 1943.
A captura de um tanque alemão Tiger em janeiro de 1943 conduziu a uma decisão de desenvolver um novo tanque pesado, que foi dado o nome de código "Objekt 237". Antes do Objekt 237 entrar em produção, a luta intensa entre tanques no verão de 1943 exigiu uma resposta. A equipe de Dukhov foi instruída a criar um tanque KV alternativo, o KV-85, que estava armado com o canhão 52-K, derivado do SU-85, de 85 milímetros D-T5 que se mostrou capaz de penetrar o Tiger I a partir de 1.000 metros. O KV-85 foi criado pela montagem da torre do Objekt 237, em um casco do KV-1S modificado.
Isto exigiu aumentar o diâmetro do anel por adição de filetes de torreta para os lados do casco. O operador de rádio foi removido e no seu lugar foi inserido uma prateleira de munição para a munição maior de 85 mm. Em seguida, a metralhadora foi transferida para o lado oposto do condutor e fixada no seu lugar para ser operado pelo próprio condutor. A Indústria soviética foi, portanto, capaz de produzir um tanque pesado igualmente bem armado como o Tiger I antes do final de 1943. Houve um curto ciclo de produção de 148 unidades do KV-85, que foram enviados para o front em setembro de 1943 com a produção terminando em dezembro de 1943.

#### IS-85/IS-1
Um protótipo completo do Objekt 237 era em si uma evolução cancelada do KV-13, um outro protótipo. Este protótipo foi aceito para a produção como o tanque pesado IS-85. As primeiras entregas foram feitas em outubro de 1943 e imediatamente entrou em serviço. A produção terminou em janeiro de 1944. A sua designação foi simplificada para IS-1 após a introdução do IS-122, o que em si foi redesignado para IS-2, para fins de segurança.

#### Arma
Através deste período, o desenvolvimento do T-34 estava ocorrendo e em 1943 os engenheiros tinham conseguido montar a arma de 85 mm a este chassi, tornando o IS-85 supérfluo como o T-34 original teve em relação ao KV-1. Os esforços para armar o IS-85 começou no final de 1943. Duas armas candidatas eram o canhão de tanque D-25 de  122mm  cujas características balísticas eram idênticas ao canhão A-19 também 122 mm (este sendo o predecessor do D-25), [10] e o canhão D-10 de 100 mm, com base em uma arma de duplo propósito naval. O D-10 foi projetado para o fogo anti-tanque e tinha melhor penetração de blindagem do que o A-19, 185 mm em comparação com 160 mm, mas o calibre menor significava que tinha um projétil alto explosivo menos útil. Além disso, o D-10 era uma nova arma com poucas unidades disponíveis, enquanto houve excesso na capacidade de produção do A-19 e suas munições. Em comparação com o canhão de tanque F-34 de 76,2 milímetros mais antigo, o D-25 tinha uma energia inicial 5,37 vezes maior, enquanto que tinha precisão semelhante à dos canhões de 88 mm L / 71 montados sobre o Tiger Ausf B.
Depois de testar as duas armas no IS-122 e IS-100, respectivamente, o primeiro foi selecionado como o armamento principal do novo tanque, devido à sua disponibilidade e os efeitos de seu grande projétil alto explosivo contra fortificações alemãs. O D-25 utilizada uma carga de munição e pólvora separados, resultando em uma menor taxa de disparo e capacidade de munição reduzida, ambas sérias desvantagens em combate tanque-a-tanque. A arma era muito poderosa e ao mesmo tempo seu projétil de 122 milímetros perfurante tinha uma velocidade de disparo menor do que similares modernos alemãos de  75 mm L / 70 e 88 mm L / 71, os testes em campos de prova soviéticos afirmaram que o D-25 poderia penetrar a blindagem frontal do tanque Panther alemão à 2.500 metros (2.700 yd), enquanto o D-10 poderia fazê-lo a uma distância máxima de 1.500 metros (1.600 yd). [10] [11] Por conseguinte, considerou-se uma arma anti-tanque adequada.

## Ver Também
- Lista de veículos blindados de combate  por país
- Exército
- Forças Armadas
- Tanques